# Musée d'histoire, d'archéologie et de paléontologie d'Azov
Le musée d'histoire, d'archéologie et de paléontologie d'Azov est situé dans la ville d'Azov dans l'oblast de Rostov. C'est l'un des plus grands musées du sud de la Russie qui abrite la plus riche collection paléontologique du sud de la Russie. Le musée a été créé le 17 mai 1917 par Michail Aronovich Makarovskiy. Le musée compte 168 employés parmi lesquels 29 ont un diplôme universitaire et font des recherches scientifiques. Leurs travaux sont publiés dans des revues scientifiques.

## Histoire
La première exposition du musée a été faite en mai 1917 grâce aux efforts de la société de la ville d'Azov Lumières du peuple et des habitants locaux qui ont fait des dons pour le musée (pièces de monnaie anciennes, timbres, boulets de canon). Cependant, peu de temps après, pendant la guerre civile russe, le musée a été détruit. En 1937, le musée a été rouvert pour la deuxième fois, mais sa collection a été rapidement perdue à cause de l'occupation de la ville par les troupes allemandes pendant la Seconde Guerre mondiale. Après la guerre, les résidents locaux ont tenté de le faire revivre, mais ils n'y sont parvenus qu'en 1960,.

## Galerie

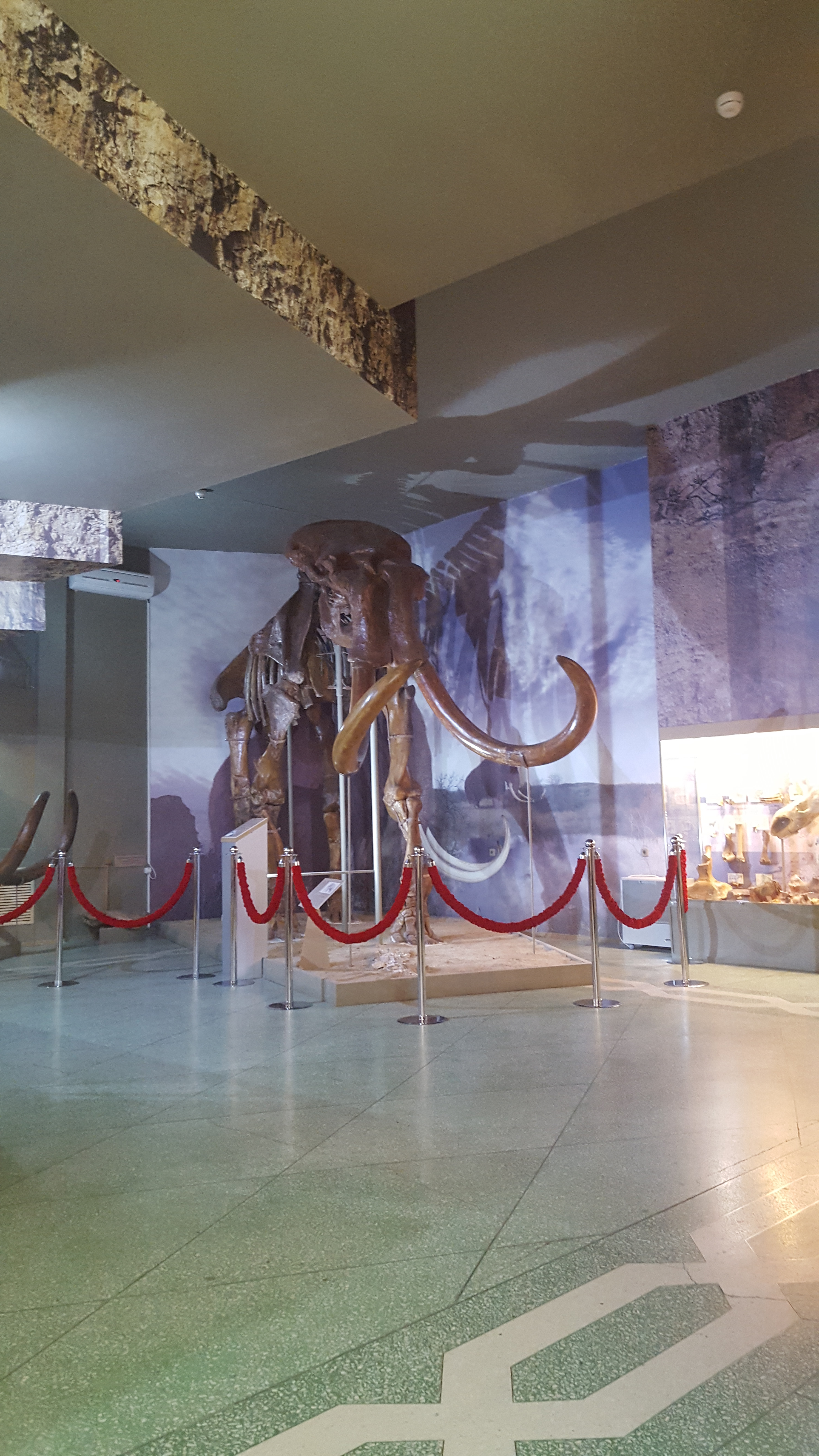
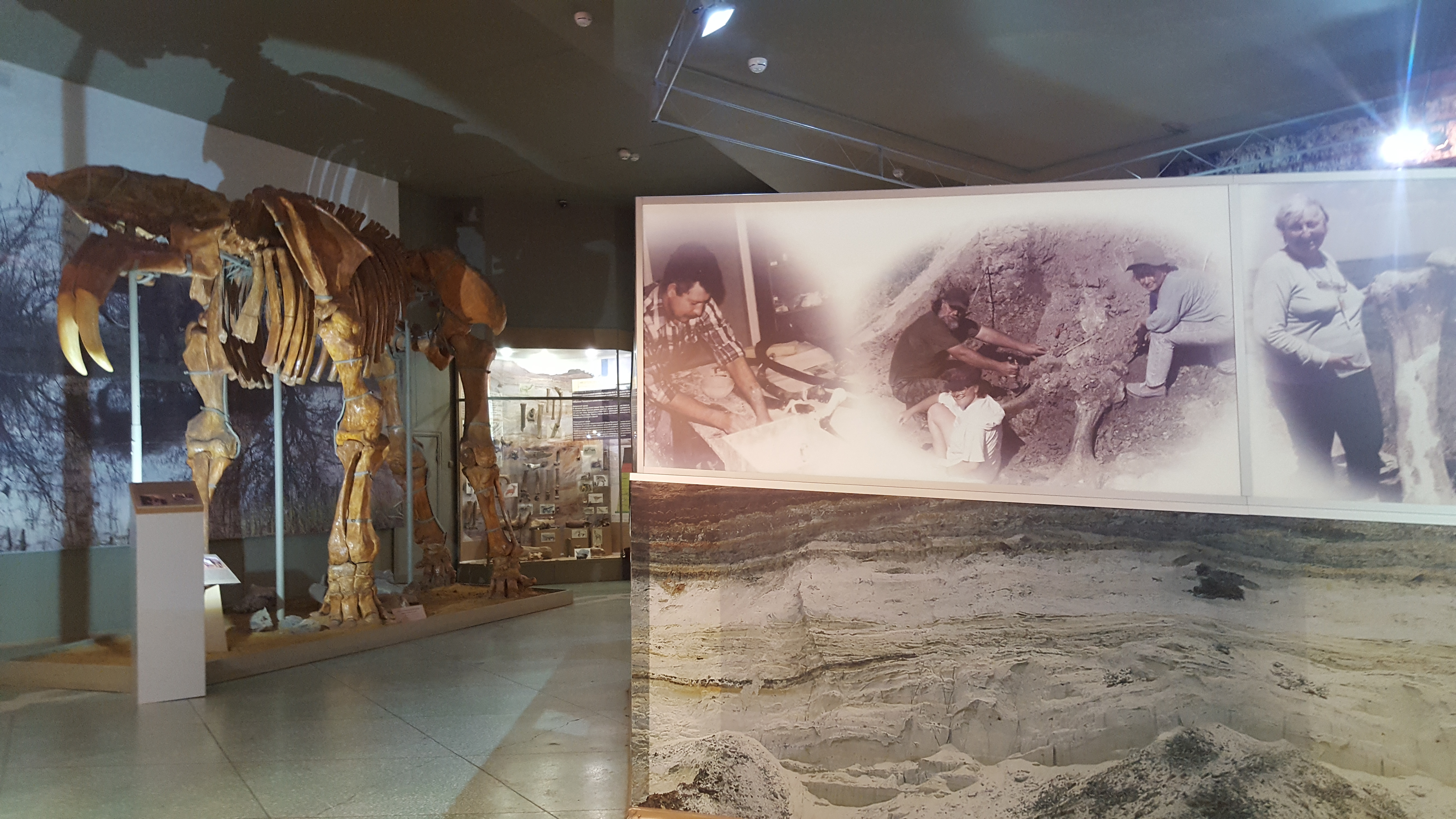
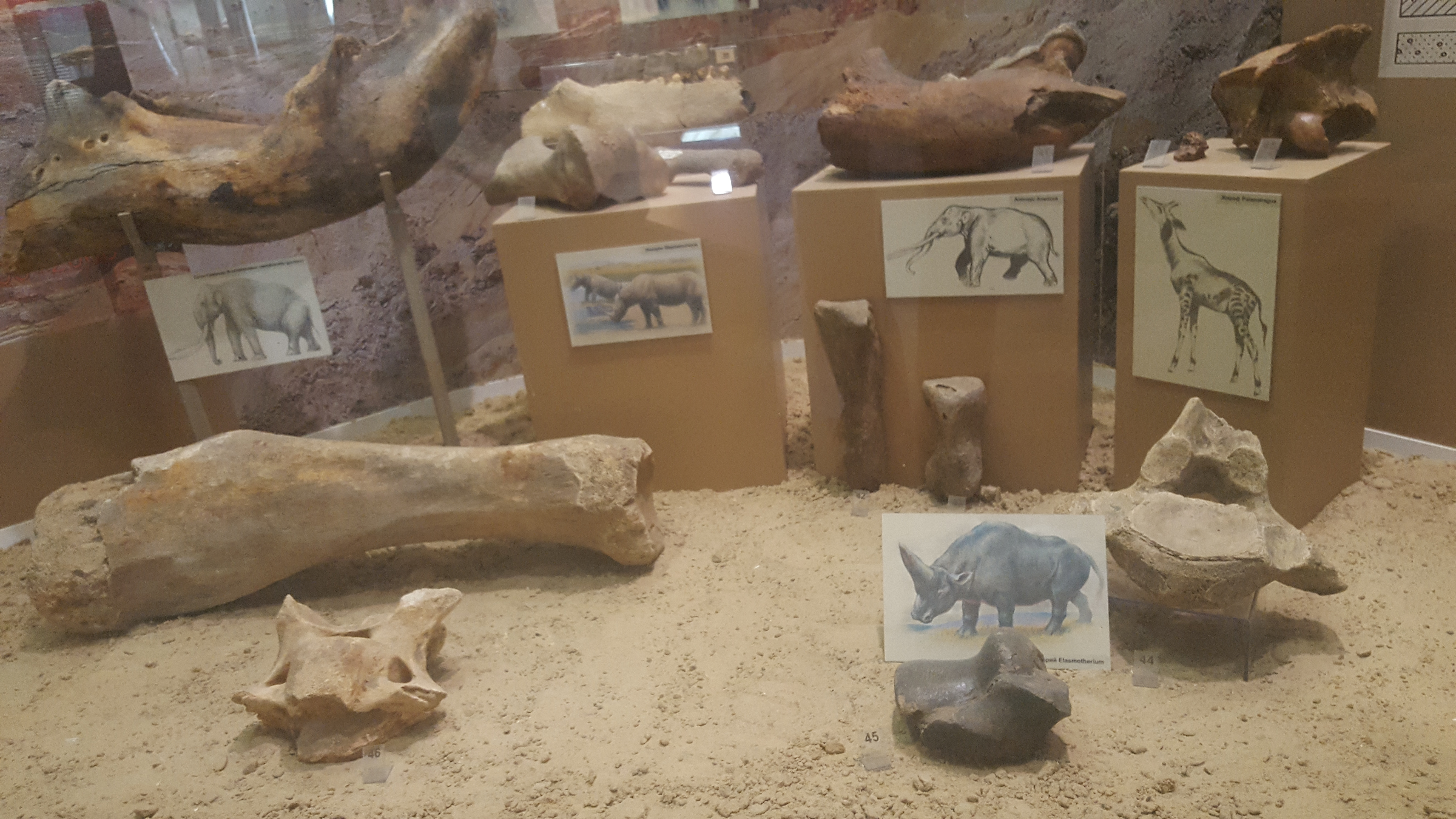
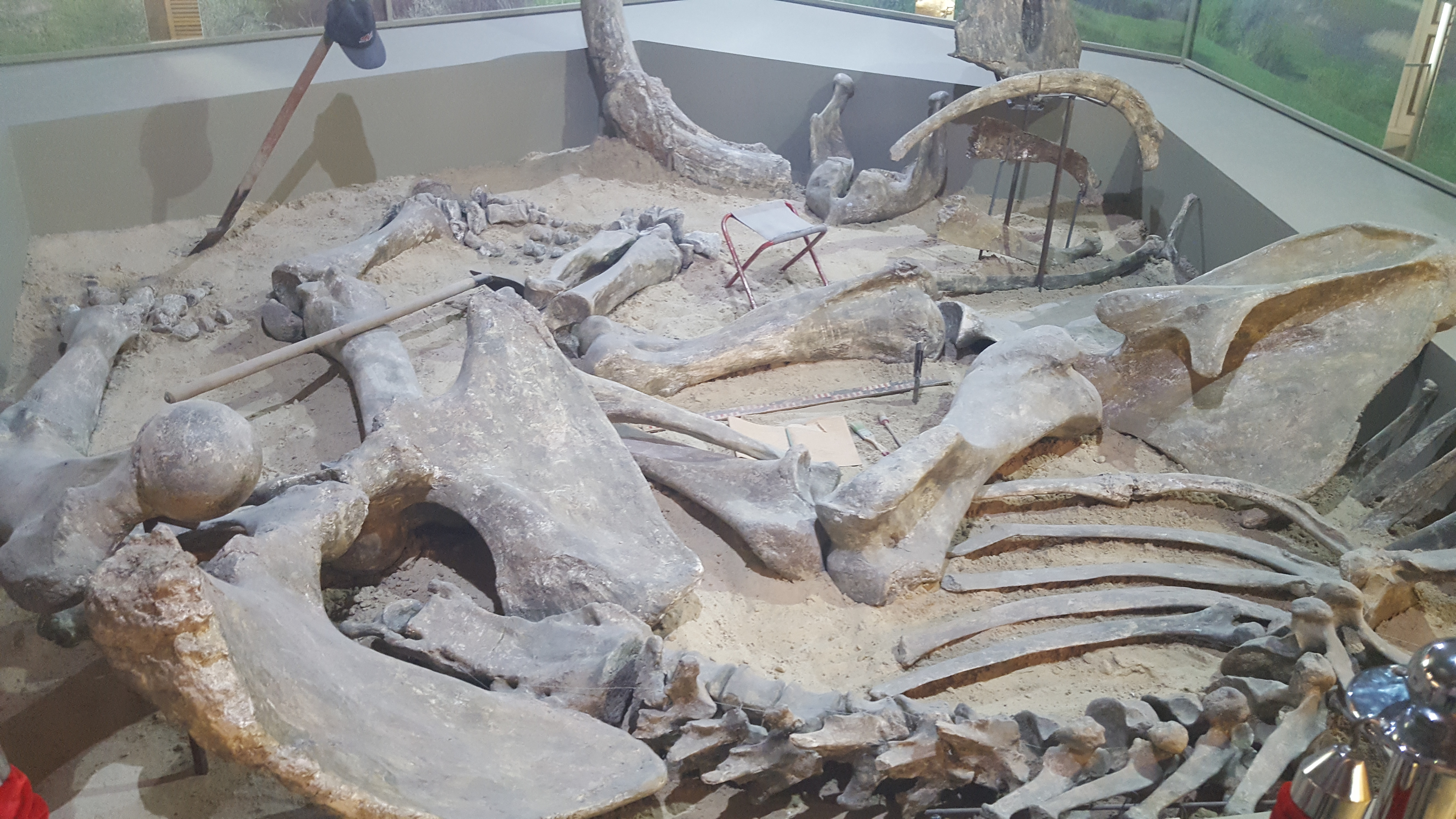
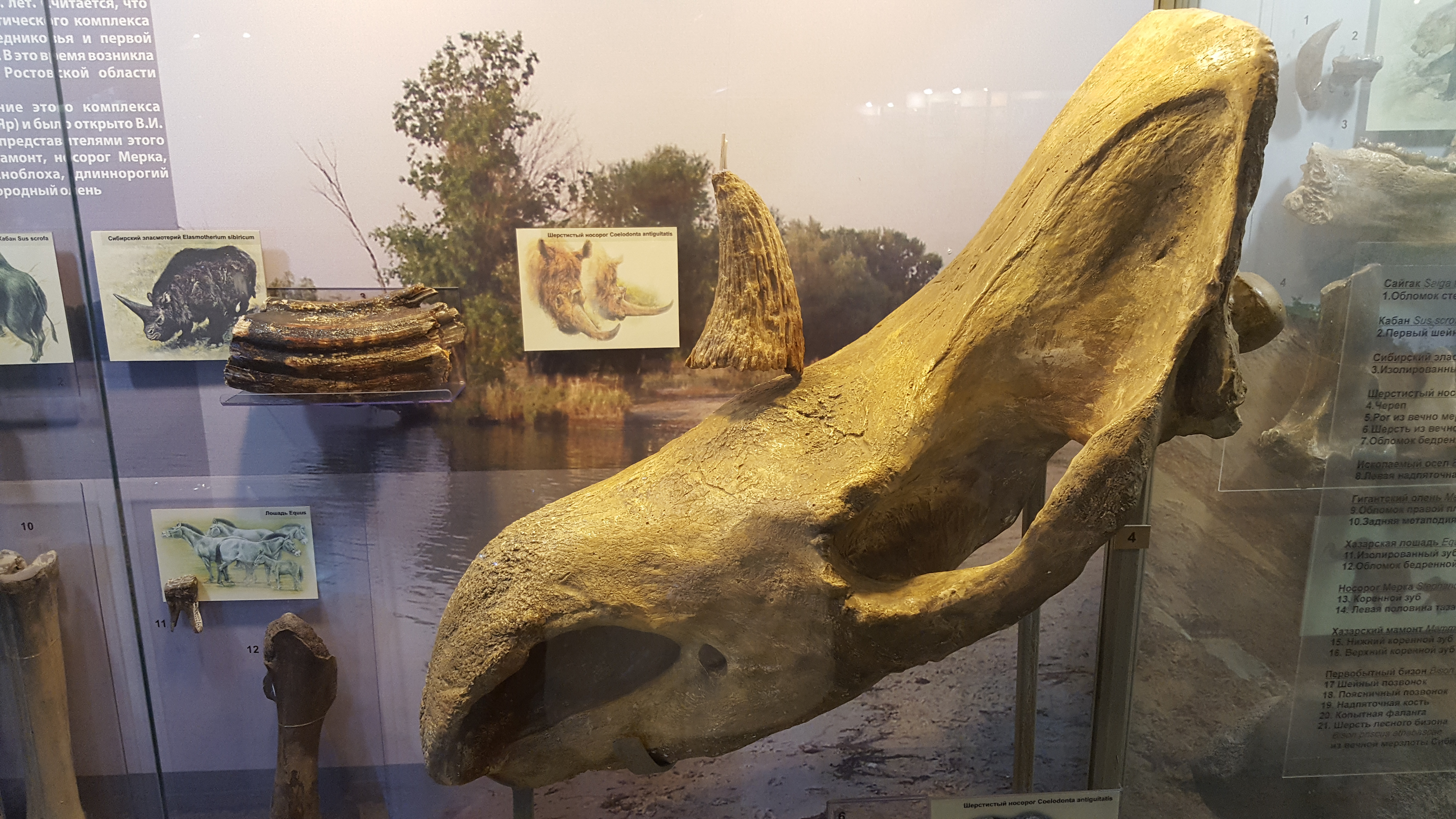
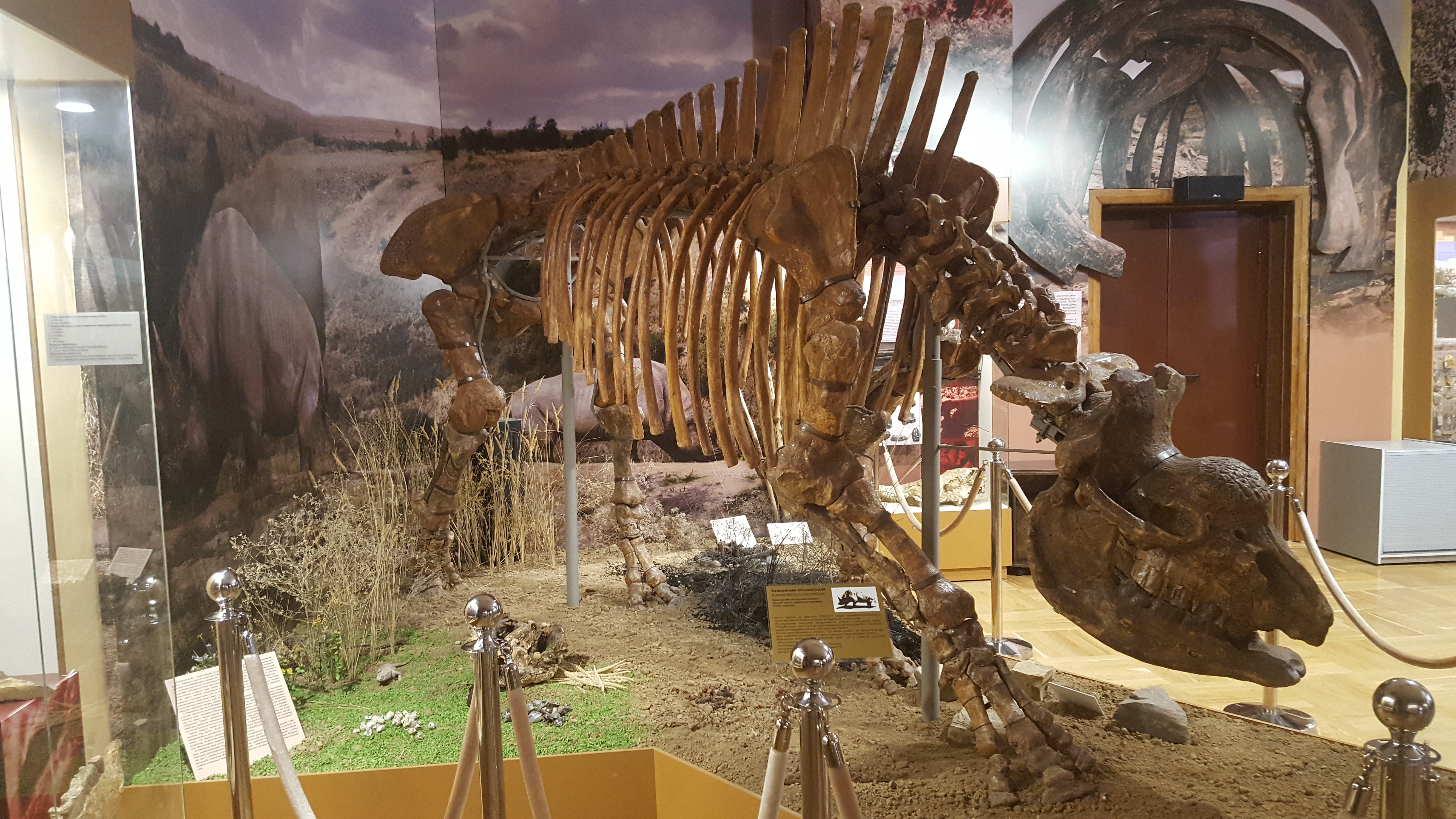
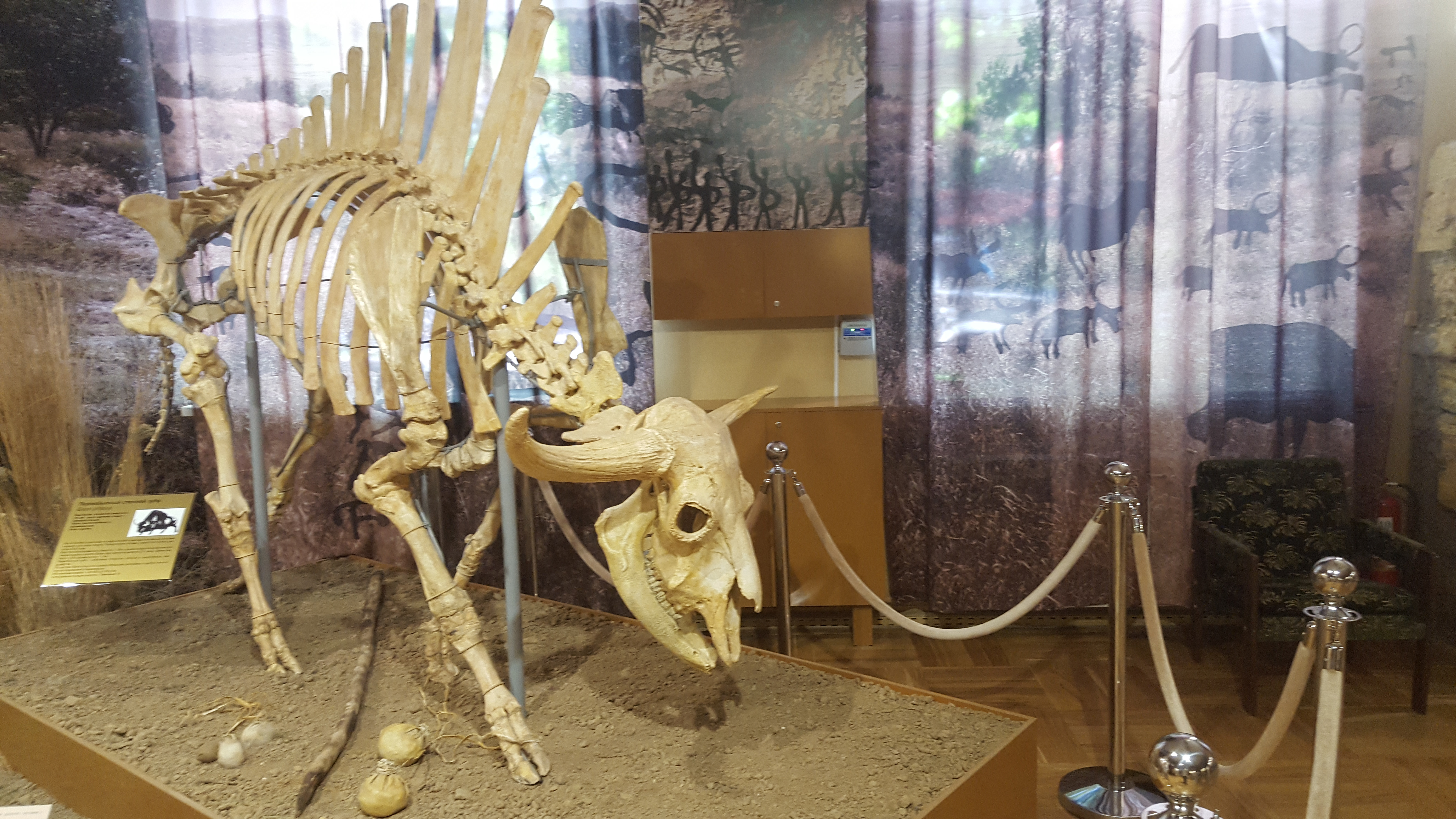
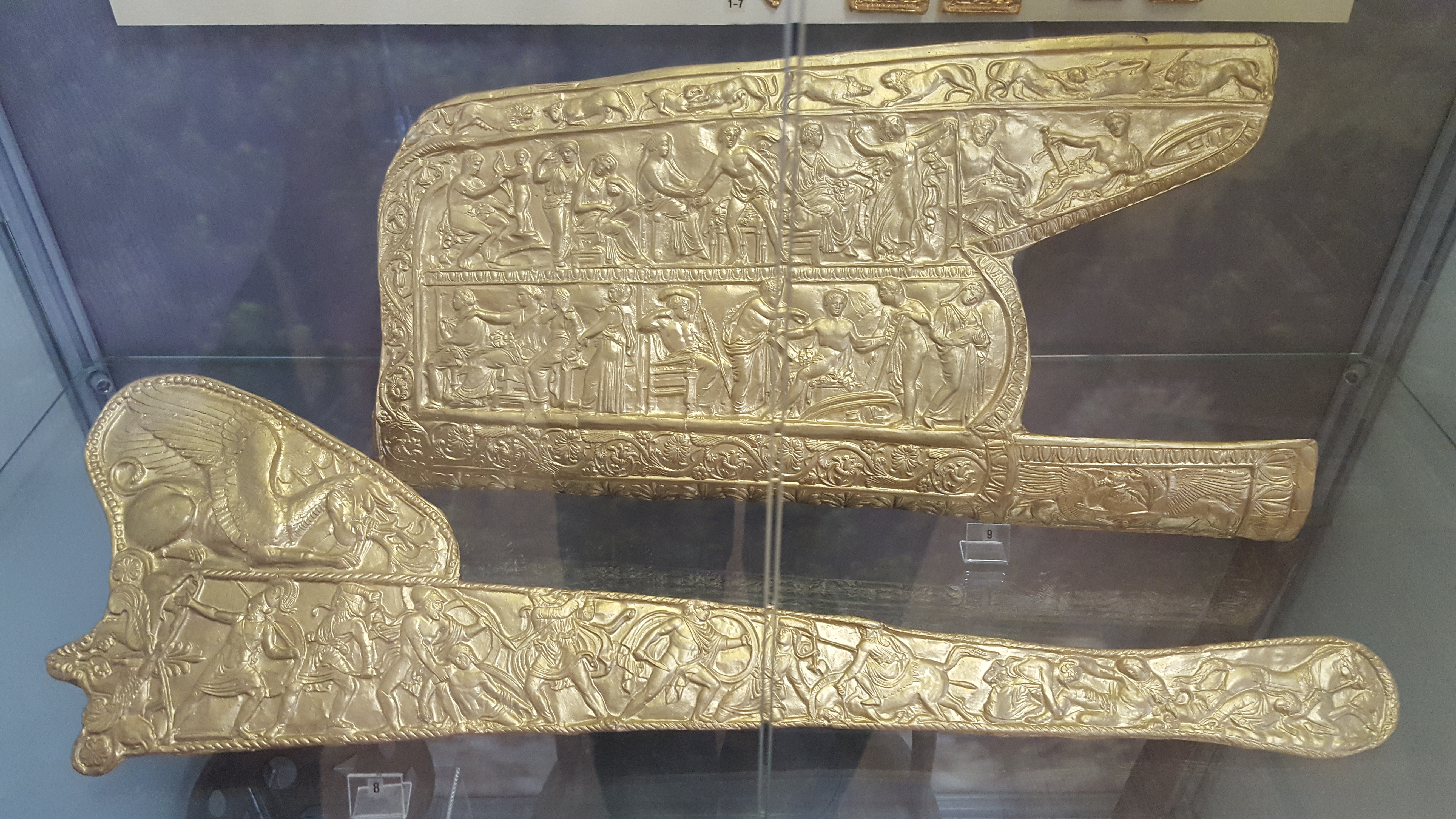
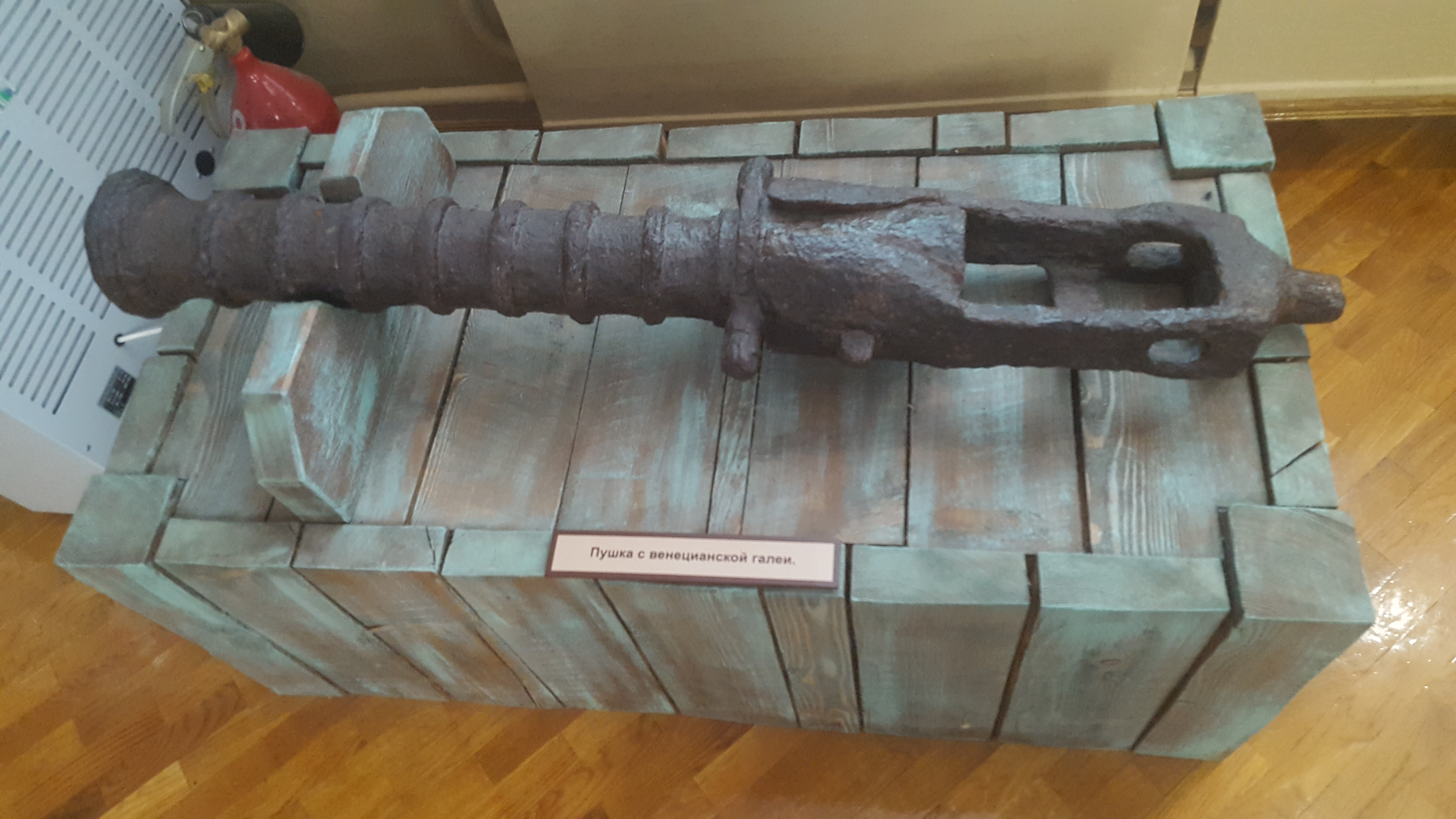
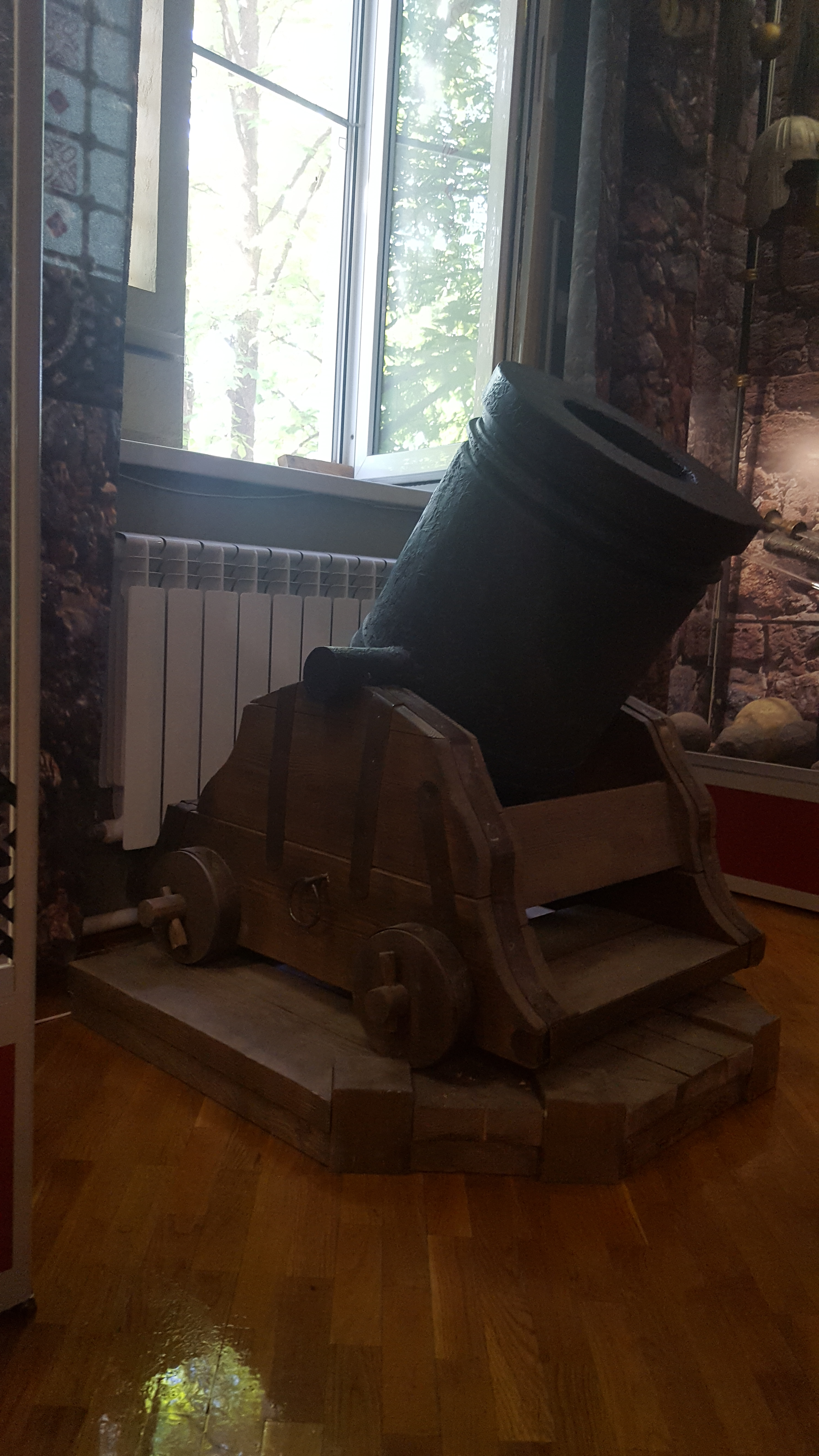
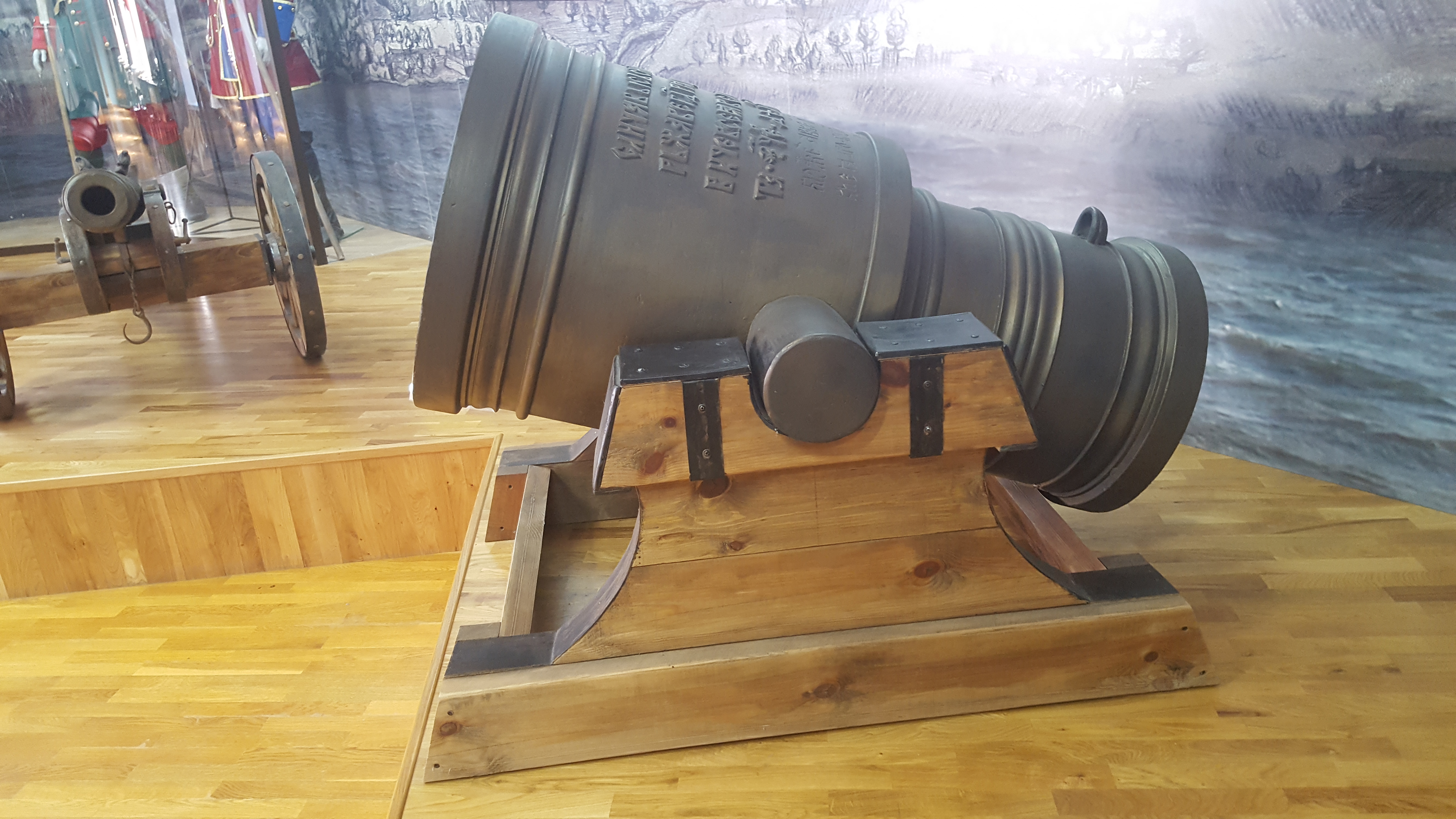
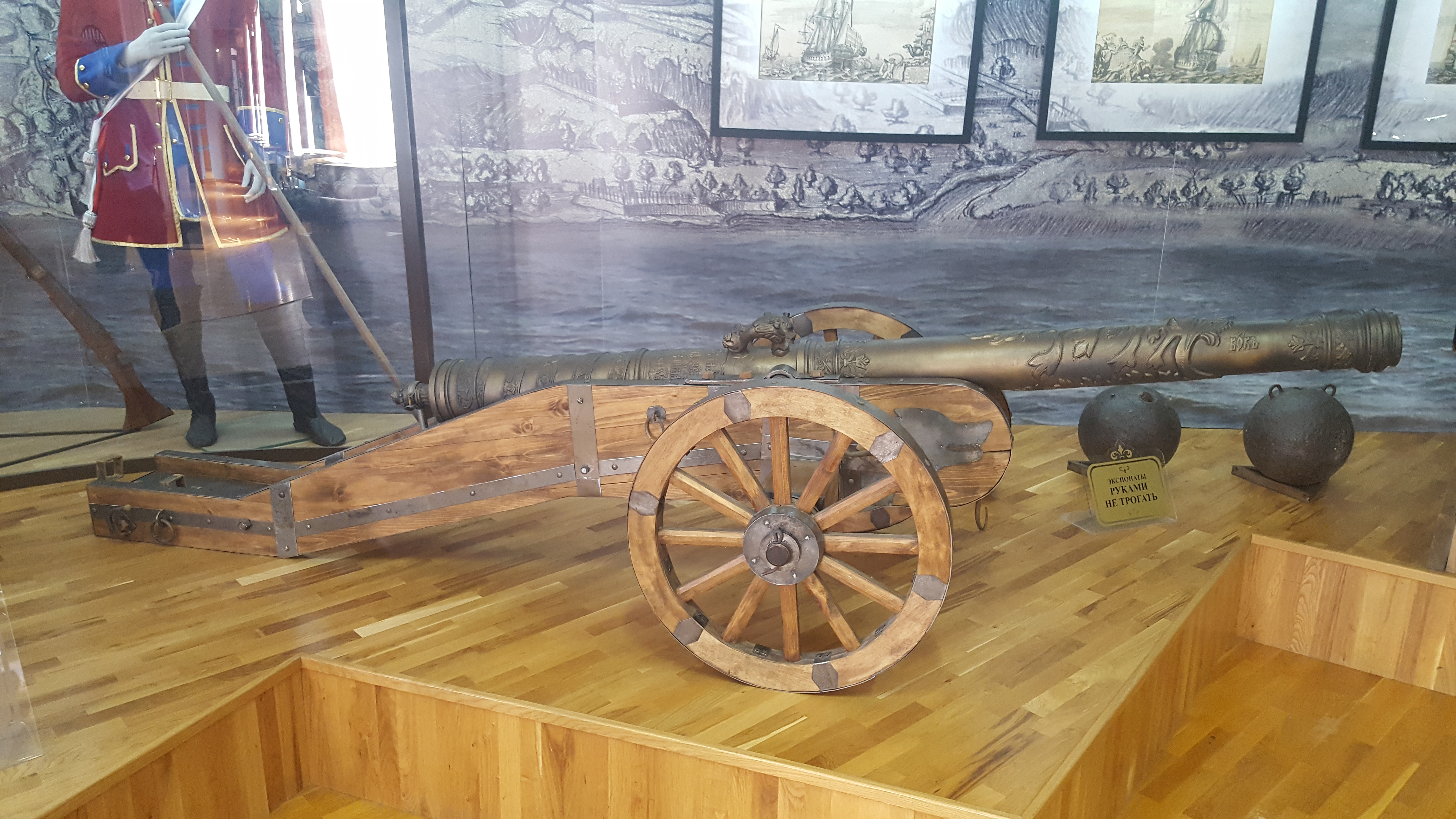
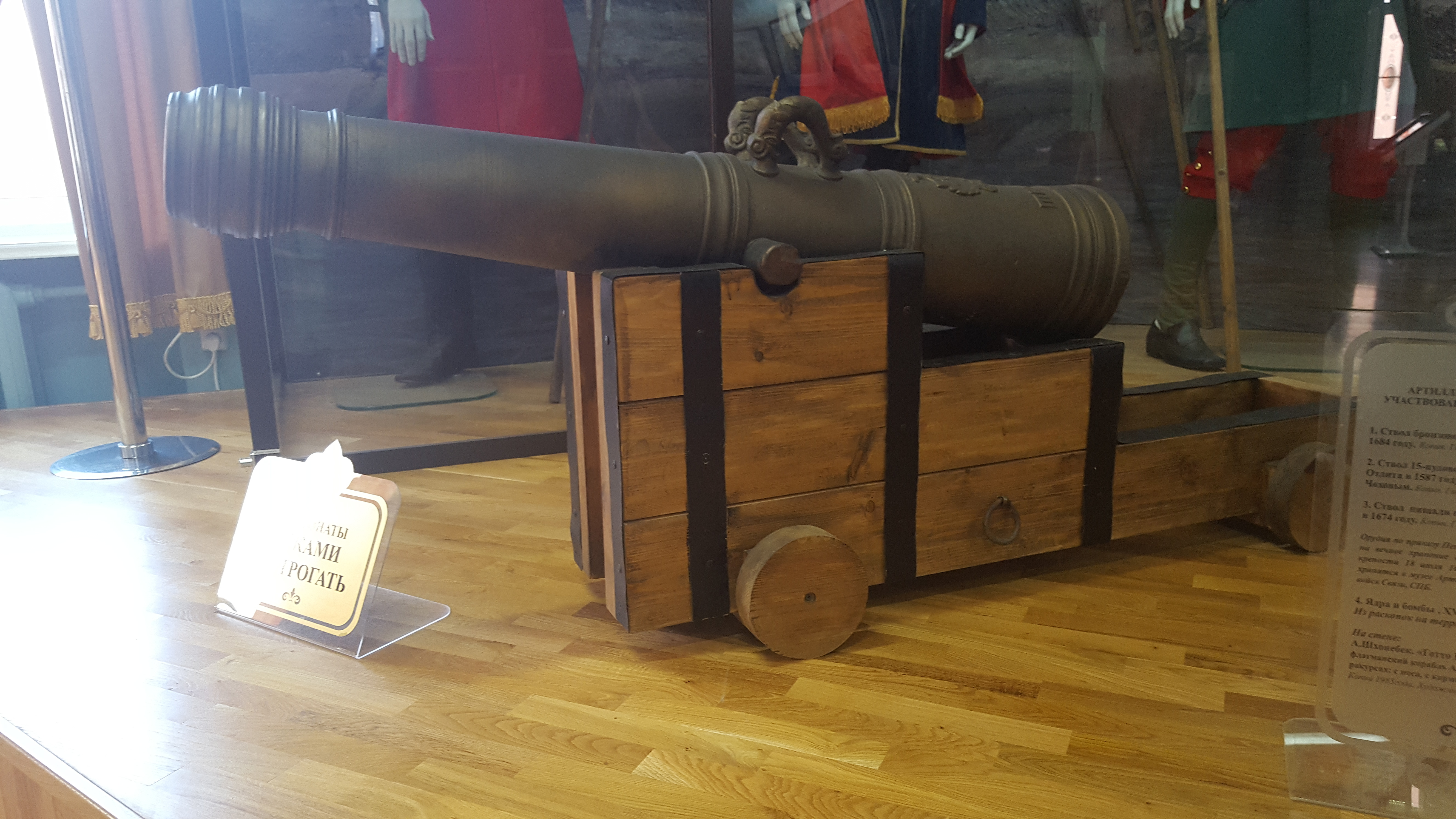
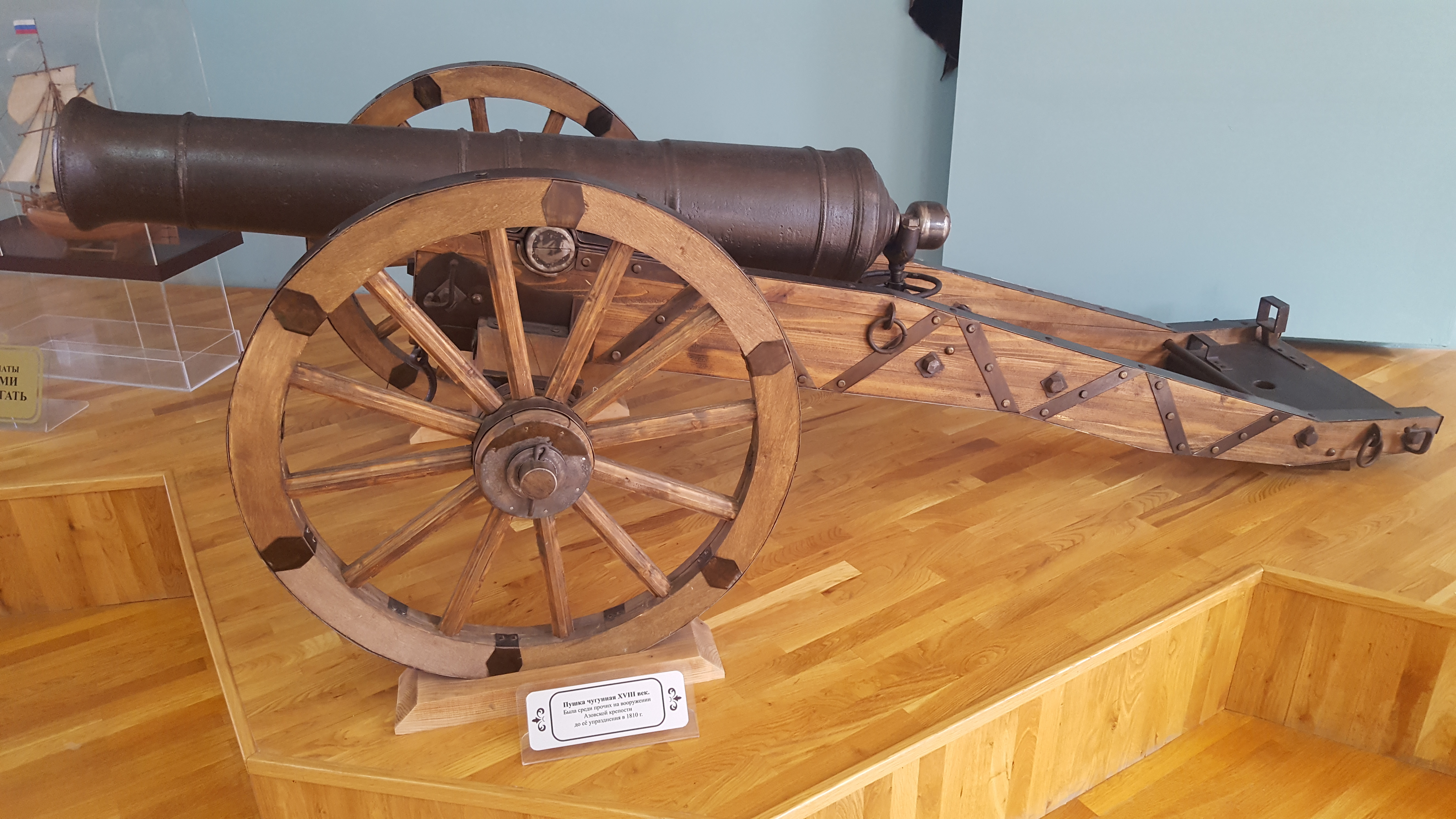
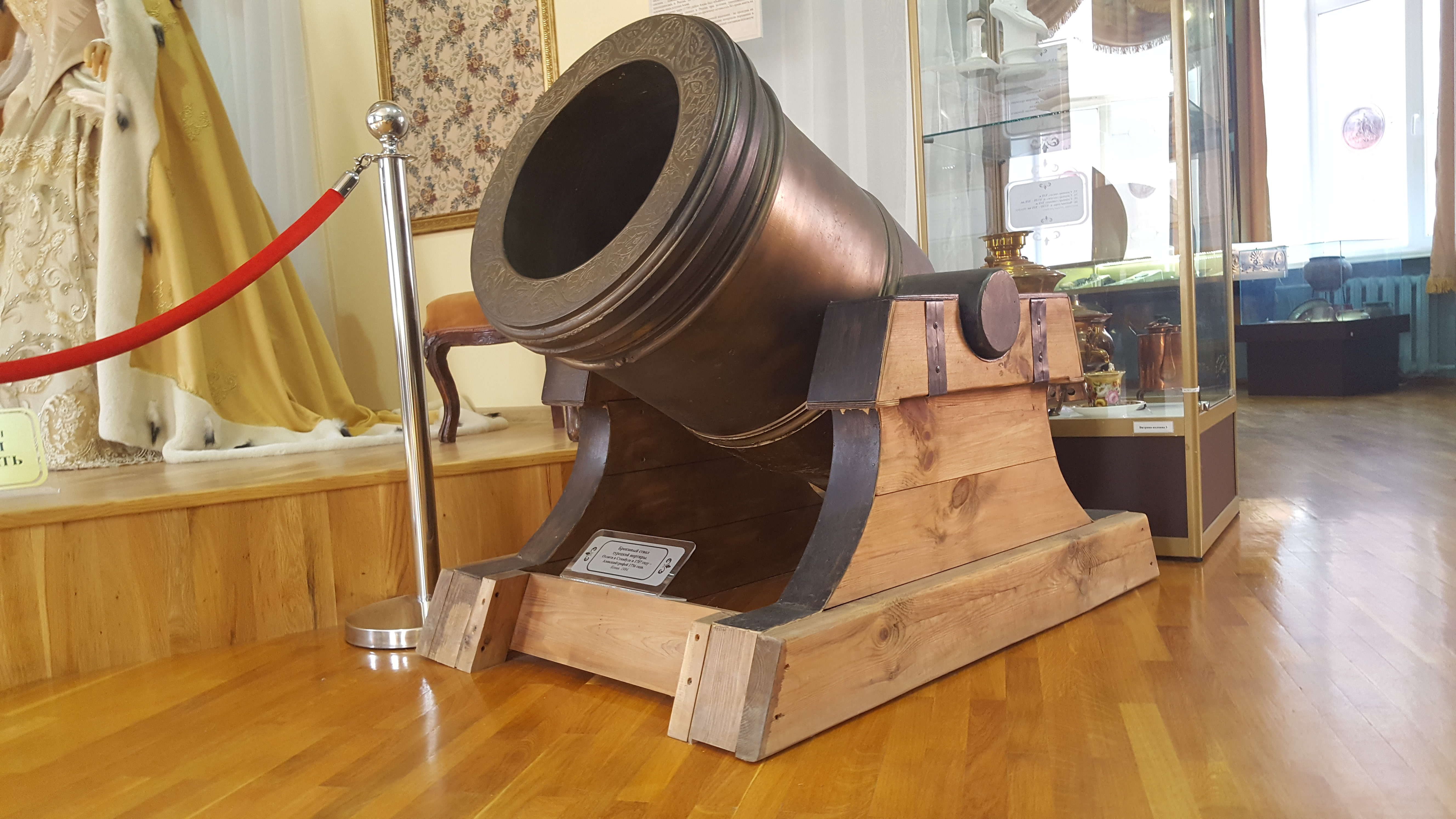
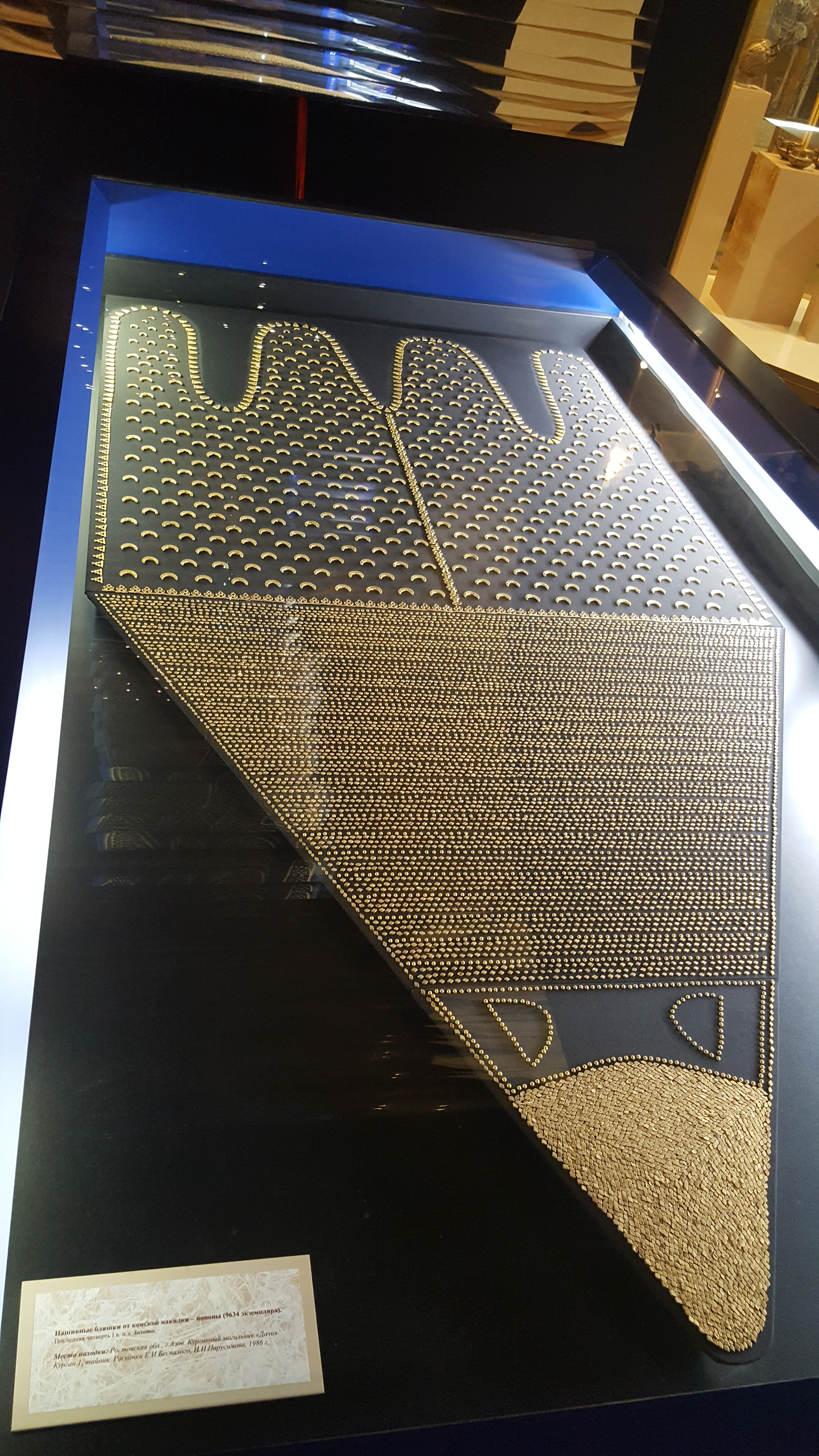